# Никитин, Валерий Васильевич
Валерий Васильевич Никитин (род. 1941) — советский и российский актёр театра и кино, народный артист РСФСР (1986).

## Биография
Родился 9 марта 1941 года в поселке Куз-Елга Белорецкого района Башкирской АССР.
В 1963 году окончил театральную студию при Саратовском ТЮЗе, где руководителем курса был народный артист СССР Юрий Петрович Киселёв. Затем работал в драматических театрах Казани (1965-1967), Воронежа (1967-1968), Куйбышева (1968-1971), Ташкента (1971-1974), Ростова–на-Дону, Владивостока (1974-1988).
С 1988 года Валерий Никитин - актер Нижегородского (Горьковского) государственного академического театра драмы им. М. Горького.
Валерий Васильевич много работает не только в театре, но и на радио, а также снимается в кино.

## Творчество

### Роли в театре
- «Варшавская мелодия» Л. Г. Зорина — Виктор
- «Тогда в Севилье» С. И. Алёшина — Командор
- «Оптимистическая трагедия» В. В. Вишневского — Алексей
- «Гроссмейстерский балл» И. П. Штемлера — Филипп
- «Соловьиная ночь» В. И. Ежова — Федоровский
- «Доходное место» А. Н. Островского — Белогубов
- «Ричард III» В. Шекспира — Ричмонд
- «Бедные люди» Ф. М. Достоевского — Макар Девушкин
- «Кин IV» Г. И. Горина — Кин IV
- «Преследование и убийство Жан-Поля Марата» Петера Вайса — Жан-Поль Марат
- «Загадка дома Вернье» А. Кристи — Мишель Старо
- «Зыковы» А. М. Горького — Антипа Зыков
- «Гроза» А. Н. Островского — Дикой
- «Ромео и Джульетта» В. Шекспира — Брат Лоренцо
- «Калигула» А. Камю — Метелл
- «Хелло, Долли!» Т. Уайльдера — Горас
- «Лес» А. Н. Островского — Несчастливцев
- «Прости меня, мой ангел белоснежный…» А. П. Чехова — Абрам Венгерович
- «Любовь под вязами» Ю. О’Нила — Эфраим Кэбот
- «Три товарища» Э. М. Ремарка — Альфонс
- «Похождения г-на Ч.» по Н. В. Гоголю — Плюшкин
- «Свидание в предместье» А. В. Вампилова — Сарафанов
- «Мотылёк» П. В. Гладилина — полковник Кинчин
- «Петербургский роман» Ф. М. Достоевского — Ихменев
- «Фальшивая монета» А. М. Горького — Яковлев, часовых дел мастер, одноглазый
- «Гамлет, принц Датский» В. Шекспира — призрак отца Гамлета, первый могильщик
- «Смерть Тарелкина» А. В. Сухово-Кобылина — Максим Кузмич Варравин, капитан Полутатаринов
- «Прошлым летом в Чулимске» А. В. Вампилова — Еремеев
- «Игрок» Ф. М. Достоевского — генерал
- «Когда ты рядом» Н. Ю. Прибутковской — старик
- «Последний поединок Ивана Бунина» Р. Ибрагимбекова — Бунин
- «Нахлебник» И. С. Тургенева — Василий Семёныч Кузовкин
- «Гранатовый браслет» А. И. Куприна — Яков Михайлович Аносов
- «Клинический случай» Р. Куни — Сэр Уилби Нельсон
- «Вишнёвый сад» А. П. Чехова — Фирс, лакей
- «Опискин» Ф. М. Достоевского — Гаврила, камердинер Ростанева

### Роли в кино
- 2004 — Дети Арбата — эпизод
- 2006 — Провинциальные страсти — эпизод
- 2007 — УГРО. Простые парни — Иван Матвеевич Пахомов
- 2009 — Иван Грозный — митрополит Филипп
- 2014 — Московская борзая — Валерий Яковлевич, бомж
- 2014 — Солнечный удар — швейцар

## Награды
- Заслуженный артист РСФСР (16.07.1980).
- Народный артист РСФСР (15.08.1986).
- Дипломант международного фестиваля моноспектаклей в Минске.
- Лауреат премии журнала «Театральная жизнь».
- Лауреат премии Нижнего Новгорода.
- Лауреат премии I-го фестиваля-конкурса им. Е. А. Евстигнеева.
- Почетный диплом Губернатора Нижегородской области (2011).
- Лауреат премии IV фестиваля-конкурса им. Е. А. Евстигнеева.